# Give Me Love
„Give Me Love” – to utwór brytyjskiego wokalisty Eda Sheerana. Wydany został 21 listopada 2012 roku przez wytwórnię płytową Warner Music Group jako szósty singel wokalisty z jego debiutanckiego albumu studyjnego, zatytułowanego +. Twórcami tekstu utworu są Ed Sheeran, Jake Gosling i Chris Leonard, natomiast jego produkcją zajął się Jake Gosling. Do singla nakręcono także teledysk, a jego reżyserią zajął się Emil Nava. „Give Me Love” dotarł do 18. pozycji w notowaniu UK Singles Chart i 10. w Irish Singles Chart.

## Pozycje na listach przebojów
| Kraj              | Lista (2012-13)         | Pozycja | Status             | Sprzedaż |
| ----------------- | ----------------------- | ------- | ------------------ | -------- |
| Australia         | Top 50 Singles          | 9       | 2× platynowa płyta | 350 000+ |
| Austria           | Singles Top 75          | 68      | —                  | —        |
| Belgia (Flandria) | Ultratop 50             | 38      | —                  | —        |
| Holandia          | Single Top 100          | 41      | —                  | —        |
| Irlandia          | Top 50 Singles          | 10      | —                  | —        |
| Kanada            | Canadian Hot 100        | 94      | złota płyta        | 5 000+   |
| Niemcy            | Top 100 Singles         | 71      | —                  | —        |
| Nowa Zelandia     | Top 40 Singles          | 12      | platynowa płyta    | 15 000+  |
| Stany Zjednoczone | Hot Rock Songs          | 6       | —                  | —        |
| Szkocja           | Scottish Singles Top 40 | 15      | —                  | —        |
| Wielka Brytania   | Singles Top 100         | 18      | srebrna płyta      | 200 000+ |